# Draba bajtenovii
Draba bajtenovii là một loài thực vật có hoa trong họ Cải. Loài này được Veselova mô tả khoa học đầu tiên năm 1997.